# ديف سباركس
ديف سباركس (بالإنجليزية: Dave Sparks)‏ هو لاعب كرة قدم أمريكية أمريكي، ولد في 28 أبريل 1928 في مقاطعة أرلنغتون في الولايات المتحدة، وتوفي في 17 ديسمبر 1954.

## وصلات خارجية
- ديف سباركس على موقع مرجع كرة القدم المحترفة.كوم (الإنجليزية)